# Pivotal
Pivotal Software, Inc. è una società di software e servizi con sede principale a San Francisco, in California, e più di venti altre sedi operative e regionali. Le divisioni comprendono Pivotal Labs, che fornisce servizi di consulenza), Pivotal Cloud Foundry ed un gruppo che sviluppa prodotti di big data.